# Mattia De Sciglio
Mattia De Sciglio (italienskt uttal: [matˈtia deʃˈʃiʎʎo]), född 20 oktober 1992, är en italiensk fotbollsspelare som spelar som försvarare för Serie A-klubben Empoli, på lån från Juventus. Han var med i Italiens trupp vid fotbolls-EM 2016 där han gjorde mål vid straffsparksavgörandet i kvartsfinalen med Tyskland.

## Klubbkarriär

### Tidig karriär
De Sciglio började som barn spela fotboll i församlingen Santa Chiara e San Francesco i den närliggande kommunen Rozzano, innan han 2001 gick till det lokala amatörlaget Cimiano. Följande år gick han, som tioåring, till AC Milans ungdomssystem, där han tillbringade nio säsonger. Han var under 2010 en del av U20-truppen som vann Coppa Italia Primavera, klubbens första vinst i den tävlingen på 25 år.

### 2011–2012
Vid starten av säsongen 2011–12 blev De Sciglio officiellt inkluderad i A-lagstruppen av huvudtränaren Massimiliano Allegri. Han gjorde sin proffsdebut den 28 september 2011, då han blev inbytt i en gruppspelsmatch i UEFA Champions League hemma mot Viktoria Plzeň, som Milan vann med 2–0. Hans första match från start (och andra sammanlagt) kom i en 2–2 bortamatch mot samma lag den 6 december. Fyra månader senare, den 10 april, gjorde De Sciglio även sin debut i Serie A, spelande från start i en 1–0 bortavinst över Chievo. Följande match, den 6 maj, spelade han sitt första Milan-derby mot stadsrivalerna Inter, när han ersatte skadade Daniele Bonera halvvägs in i första halvlek i en 4–2 förlust.

### 2012–2013
De Sciglio gavs inför säsongen 2012–13 tröjnummer 2, vilket han ansåg vara "väldigt viktigt" då flera "stora spelare som Mauro Tassotti och Cafu" tidigare haft numret och tillade att han hoppades "leva upp till deras standarder". Efter den första halvan av säsongen hade De Sciglio blivit en regelbunden spelare i startelvan, detta tack vare en rad övertygande prestationer.

### Juventus
Den 16 juni 2022 förlängde De Sciglio sitt kontrakt i Juventus med tre år.

#### Utlåningar
Den 5 oktober 2020 lånades De Sciglio ut till franska Lyon på ett låneavtal över säsongen 2020/2021. Den 29 augusti 2024 lånades han ut till Empoli på ett säsongslån.

## Meriter
Milan
- Italienska supercupen: 2011